# Olympia Compact Discs Ltd.
Olympia Compact Discs Ltd. was een Brits platenlabel; gevestigd in Londen.
Het was gespecialiseerd in klassieke muziek en met name in die vanuit Rusland en andere Sovjetrepublieken, doordat Olympia een licentie van het staatslabel Melodiya had weten te verkrijgen. Later werd het label meer internationaal gericht en werd bijvoorbeeld het gehele project "400 jaar Nederlandse muziek" van het Residentie Orkest door Olympia op cd uitgebracht. Het label was er plotseling tijdens de opkomst van de compact disc en verdween in 2002 na de dood van oprichter-eigenaar Francis Wilson. Labels als Regis en Alto hebben een deel van de catalogus van Olympia overgenomen. Zo werd de uitgave van alle symfonieën van Nikolaj Mjaskovski met dirigent Jevgeni Svetlanov, waaraan Olympia begonnen was, door Alto afgemaakt.